# Wesley (Maine)
Wesley ist eine Town im Washington County des Bundesstaates Maine in den Vereinigten Staaten. Im Jahr 2020 lebten dort 122 Einwohner in 205 Haushalten (in den Vereinigten Staaten werden auch Ferienwohnungen als Haushalte gezählt) auf einer Fläche von 131,16 km².

## Geographie
Nach dem United States Census Bureau hat Wesley eine Gesamtfläche von 131,16 km², von der 129,19 km² Land sind und 1,97 km² aus Gewässern bestehen.

### Geographische Lage
Wesley liegt zentral im Washington County. Im Norden grenzt der First Chain Lake an und im Süden der Long Lake. Zentral im Gebiet der Town befinden sich der Little Seavey Lake und der Seavey Lake. Die Oberfläche ist leicht hügelig, ohne nennenswerte Erhebungen.

### Nachbargemeinden
Alle Entfernungen sind als Luftlinien zwischen den offiziellen Koordinaten der Orte aus der Volkszählung 2010 angegeben.
- Norden und Westen: North Washington, Unorganized Territory, 30,5 km
- Osten: East Central Washington, Unorganized Territory, 25,4 km
- Süden: Northfield, 10,4 km

### Stadtgliederung
In Wesley gibt es zwei Siedlungsgebiete: The Pines und Wesley.

### Klima
Die mittlere Durchschnittstemperatur in Wesley liegt zwischen −7,8 °C (18 °F) im Januar und 18,3 °C (65 °F) im Juli. Damit ist der Ort gegenüber dem langjährigen Mittel der USA um etwa 9 Grad kühler. Die Schneefälle zwischen Oktober und Mai liegen mit bis zu zweieinhalb Metern mehr als doppelt so hoch wie die mittlere Schneehöhe in den USA; die tägliche Sonnenscheindauer liegt am unteren Rand des Wertespektrums der USA.

## Geschichte
Die Town Wesley setzt sich aus Gebieten der Townships No. 25 and No. 26 Easterly Division, Bingham's Penobscot Purchase (T25 & T26 ED BPP) zusammen. Als eigenständige Town wurde das Gebiet am 24. Januar 1833 organisiert. Wesley war landwirtschaftlich geprägt und besaß im 19. Jahrhundert eine Schindelmühle, die 10.000 Schindeln pro Tag produzierte. Heute werden hauptsächlich Blaubeeren angebaut, zudem nimmt der Tourismus in dem Gebiet zu. An mehreren Seen ist Angeln und Campen möglich.

### Einwohnerentwicklung
| Volkszählungsergebnisse – Town of Wesley, Maine | Volkszählungsergebnisse – Town of Wesley, Maine | Volkszählungsergebnisse – Town of Wesley, Maine | Volkszählungsergebnisse – Town of Wesley, Maine | Volkszählungsergebnisse – Town of Wesley, Maine | Volkszählungsergebnisse – Town of Wesley, Maine | Volkszählungsergebnisse – Town of Wesley, Maine | Volkszählungsergebnisse – Town of Wesley, Maine | Volkszählungsergebnisse – Town of Wesley, Maine | Volkszählungsergebnisse – Town of Wesley, Maine | Volkszählungsergebnisse – Town of Wesley, Maine |
| Jahr                                            | 1800                                            | 1810                                            | 1820                                            | 1830                                            | 1840                                            | 1850                                            | 1860                                            | 1870                                            | 1880                                            | 1890                                            |
| ----------------------------------------------- | ----------------------------------------------- | ----------------------------------------------- | ----------------------------------------------- | ----------------------------------------------- | ----------------------------------------------- | ----------------------------------------------- | ----------------------------------------------- | ----------------------------------------------- | ----------------------------------------------- | ----------------------------------------------- |
| Einwohner                                       |                                                 |                                                 |                                                 |                                                 | 255                                             | 329                                             | 343                                             | 336                                             | 245                                             | 227                                             |
| Jahr                                            | 1900                                            | 1910                                            | 1920                                            | 1930                                            | 1940                                            | 1950                                            | 1960                                            | 1970                                            | 1980                                            | 1990                                            |
| Einwohner                                       | 198                                             | 172                                             | 146                                             | 170                                             | 157                                             | 149                                             | 145                                             | 110                                             | 140                                             | 146                                             |
| Jahr                                            | 2000                                            | 2010                                            | 2020                                            | 2030                                            | 2040                                            | 2050                                            | 2060                                            | 2070                                            | 2080                                            | 2090                                            |
| Einwohner                                       | 114                                             | 98                                              | 122                                             |                                                 |                                                 |                                                 |                                                 |                                                 |                                                 |                                                 |

## Wirtschaft und Infrastruktur

### Verkehr
Die Maine State Route 192 verläuft in nordsüdliche Richtung durch die Town und verbindet sie mit Machias. In westöstlicher Richtung verläuft die Maine State Route 9 durch den nördlichen Teil von Wesley.

### Öffentliche Einrichtungen
Es gibt keine medizinischen Einrichtungen in Wesley. Die nächstgelegenen befinden sich im benachbarten Machias.
Wesley besitzt keine eigene Bücherei. Die Porter Memorial Library in Machias sowie die East Machias Public Library sind die nächstgelegenen Büchereien für die Bewohner des Gebietes.

### Bildung
Wesley gehört mit Cutler, East Machias, Jonesboro, Machias, Machiasport, Marshfield, Northfield, Roque Bluffs, Whiting und Whitneyville zum Schulbezirk AOS 96.
Im Schulbezirk werden folgende Schulen angeboten:
- Bay Ridge Elementary School in Cutler, mit Schulklassen von Kindergarten bis zum 8. Schuljahr
- Elm Street School in East Machias, mit Schulklassen von Pre-Kindergarten bis zum 8. Schuljahr
- Jonesboro Elementary School in Jonesboro, mit Schulklassen von Pre-Kindergarten bis zum 8. Schuljahr
- Rose M. Gaffney School in Machias, mit Schulklassen von Pre-Kindergarten bis zum 8. Schuljahr
- Fort O’Brien School in Machiasport, mit Schulklassen von Pre-Kindergarten bis zum 8. Schuljahr
- Wesley Elementary School in Wesley, mit Schulklassen von Kindergarten bis zum 8. Schuljahr
- Whiting Village School in Whiting, mit Schulklassen von Kindergarten bis zum 8. Schuljahr
- Machias Memorial High School in Machias, mit Schulklassen vom 9. bis zum 12. Schuljahr

Zudem befindet sich in Machias die Washington Academy, eine private vorbereitende High School. Die Akademie wurde 1792 gegründet und hat Internats- und Tagesschüler.
Die University of Maine hat mit der University of Maine at Machias einen Standort in Machias.